# Erlembaldo Cotta
Erlembaldo Cotta (gestorven: 15 april 1075) was de politieke en militaire aanvoerder van de Pataria-beweging in Milaan. Hij werd na zijn dood een katholieke heilige.

## Biografie
De beweging van de Pataria stond eerst onder leiding van Arialdo en Landolfo Cotta, de broer van Erlembaldo. Landolfo stierf in 1059 aan verwondingen die hij bij een nederlaag had opgelopen. In 1062 werd Erlembaldo een van de leiders van de beweging. Hij verkreeg de steun van paus Alexander II in zijn strijd tegen de Milanese clerici en kreeg van de paus het banier van Sint-Pieter, waardoor hij een heilige oorlog voerde in Milaan. Na het overlijden van de aartsbisschop van Milaan in 1071 koos Erlembaldo samen met Hildebrand van Savona een nieuwe aartsbisschop voor de stad: Atto. Deze keuze leidde in Milaan tot een opstand van het volk en zette Atto weer af.
Na de dood Arialdo in 1067 werd Hildebrand de geestelijk leidsman van Erlembaldo, maar in 1075 intensifieerde Erlembaldo zijn aanvallen op de clerici. In dat jaar vernietigde een stadsbrand grote delen van Milaan en de Milanezen schoven hiervan de schuld in de schoenen van de Pataria. Het Milanese volk kwam weer in opstand en doodde Erlembaldo. Hij werd in eerste instantie in de kerk van San Celso begraven en na een bezoek van paus Urbanus II in 1095 kwamen zijn beenderen terecht in de San Donigi. In 1528 kwamen zijn resten te liggen in de Kathedraal van Milaan.